# Piera (ort)
Piera är en ort i Spanien.   Den ligger i provinsen Província de Barcelona och regionen Katalonien, i den östra delen av landet, 500 km öster om huvudstaden Madrid. Piera ligger 313 meter över havet och antalet invånare är 14 324.
Terrängen runt Piera är kuperad åt nordväst, men åt sydost är den platt.Runt Piera är det ganska tätbefolkat, med 160 invånare per kvadratkilometer. Närmaste större samhälle är Igualada, 12,9 km nordväst om Piera. Trakten runt Piera består till största delen av jordbruksmark.